# Emiraat Tarente
Het emiraat Tarente was een islamitisch rijk in Zuid-Italië dat bestond van 840 tot 883. Het emiraat bestond uit de havenstad Tarente en de omliggende gebieden. Het werd gesticht door moslims uit Sicilië. Het emiraat Tarente was meer maritiem gericht en vocht zeeslagen uit met de christelijke Byzantijnen die het gebied uiteindelijk veroverden. 
Net als het naburige emiraat Bari bevond het zich in de Italiaanse regio Apulië.